# Matchless Model 2 2½ HP Lightweight
Het Matchless Model 2 2½ HP Lightweight was een toermotorfiets die het Britse merk Matchless in 1912 op de markt bracht. Het was het zustermodel van het damesmodel 1 2½ HP Lady's.

## Voorgeschiedenis
Matchless was in 1878 opgericht als rijwielfabriek door Henry Herbert Collier. In 1899 begon Collier te experimenteren met clip-on motoren van De Dion, die hij eerst boven het voorwiel, later onder het zadel en uiteindelijk bij de trapperas monteerde. In de loop van de jaren nul werd een flink aantal motorfietsmodellen gebouwd, altijd met inbouwmotoren van andere bedrijven, zoals MMC, MAG, Antoine, White & Poppe en vooral JAP. Collier's zoons Harry (1884) en Charlie (1885) kwamen al op jonge leeftijd in het bedrijf en zorgden voor veel reclame in de motorsport. Zij waren de mede-initiatiefnemers van de Isle of Man TT, die ze beiden (Charlie 2x en Harry 1x) wisten te winnen met motorfietsen uit het eigen bedrijf. Rond 1909 waren ze ook al betrokken bij de ontwikkeling van nieuwe modellen, waaronder hun eigen racemotoren. In 1912 ontwikkelden de broers al hun eigen motorblokken. Onder de eerste modellen was het Model 2 2½ HP Lightweight.

## Model 2 2½ HP Lightweight
Het damesmodel werd geleverd met een verlaagde instap, afdekschermen voor de aanfietsketting en de aandrijfriem en standaard een drieversnellingsnaaf met free engine hub. Omdat het herenmodel 2 2½ HP Lightweight die lage instap niet had, kon de flattank doorlopen tot aan het zadel en hij was dan ook veel groter: bijna 7 liter tegenover 4½ liter bij het damesmodel. Verder was het een tamelijk eenvoudige motorfiets, met een kleine 300cc-zijklepmotor zonder versnellingen, met directe riemaandrijving vanaf de krukas. De machine was veel goedkoper dan het damesmodel, dat 51 Guineas kostte. Het herenmodel kostte slechts 40 Guineas, maar de drieversnellingsnaaf was niet standaard. Die kostte 10 Guineas extra. De laatste Guinea is te verklaren in het ontbreken van afdekschermen op aanfietsketting en aandrijfriem.
Beide modellen werden standaard geleverd met een gereedschapstas met boordgereedschap, de kentekenplaten, een bagagedrager en een standaard bij het voor- en achterwiel. De velgrem in het voorwiel was handbediend, de belt rim brake in het achterwiel was voetbediend. De snelheid (lees:carburateur) en de ontsteking werden geregeld met manettes op het stuur. De machine had een kleplichter om het aanfietsen te vergemakkelijken.